# Bulbophyllum erosipetalum
Bulbophyllum erosipetalum är en orkidéart som beskrevs av Charles Schweinfurth. Bulbophyllum erosipetalum ingår i släktet Bulbophyllum och familjen orkidéer. Inga underarter finns listade i Catalogue of Life.